# Teoremas de Mohr
Los teoremas de Mohr, también llamados teoremas del momento de área, describen la relación entre el momento flector y las deformaciones que este produce sobre una estructura. Los teoremas, generalizados por el ingeniero civil alemán Christian Otto Mohr (1835-1918), permiten calcular deformaciones a partir del momento y viceversa. Son métodos de cálculo válidos para estructuras isostáticas e hiperestáticas regidas por un comportamiento elástico del material.
Usualmente estos teoremas son conocidos como Teoremas de Mohr, sin embargo fueron presentados por el matemático británico Greene en 1873.

## Primer teorema de Mohr: variaciones angulares
El ángulo ({\displaystyle \theta _{AB}}) que hay comprendido entre dos tangentes en dos puntos cualesquiera A y B de la curva elástica plana, es igual al área total del trozo correspondiente del diagrama de momentos reducidos:

(1){\displaystyle \theta _{AB}=\theta _{B}-\theta _{A}=\int _{x_{A}}^{x_{B}}{\frac {M_{f}(x)}{EI_{f}}}\ dx}

Donde los ángulos deben expresarse en radianes. El teorema de Mohr dice que el giro de un punto de una elástica (la deformada) respecto de otro punto de la elástica, se puede obtener mediante el área de momentos flectores entre A y B, dividido por la rigidez a flexión "EI". La variable x recorre el eje baricéntrico de la pieza prismática. Lo describió Christian Otto Mohr.

### Deducción
Esta fórmula puede ser obtenida directamente integrando la ecuación de la curva elástica linealizada:

{\displaystyle v''(x)={\frac {M_{f}}{EI}},\quad \Rightarrow \quad v'(x)=v'(x_{A})+\int _{x_{A}}^{x}{\frac {M_{f}(x)}{EI_{f}}}\ dx}

Teniendo en cuenta que las derivadas de la flecha transversal v al eje pueden coincidir aproximadamente con los ángulos girados por la sección, la ecuación anterior nos lleva que:

{\displaystyle {\begin{cases}\theta _{B}={v'}_{B}=v'(x_{B})\\\theta _{A}={v'}_{A}=v'(x_{A})\end{cases}}\quad \Rightarrow \quad \theta _{B}-\theta _{A}={v'}_{B}-{v'}_{A}=\int _{x_{A}}^{x}{\frac {M_{f}(x)}{EI_{f}}}\ dx}

### Expresión no linealizada
El "primer teorema de Mohr" en realidad proporciona una expresión aproximada para pequeños desplazamientos. Si se considera la expresión completa de la elástica (no-linealizada) el primer teorema de Mohr resultaría:

(1b){\displaystyle \sin \theta _{B}-\sin \theta _{A}=\int _{x_{A}}^{x_{B}}{\frac {M_{f}(x)}{EI_{f}}}\ dx}

Para probar esta expresión se procede igual que antes, integrando la expresión de la curva elástica, considerando esta vez la expresión completa:

{\displaystyle {\frac {v''(x)}{\left[1+v'^{2}\right]^{\frac {3}{2}}}}={\frac {M_{f}(x)}{EI_{f}}}\quad \Rightarrow \quad {\frac {v'(x)}{\left[1+v'^{2}\right]^{\frac {1}{2}}}}={\frac {{v'}_{A}}{\left[1+{v'}_{A}^{2}\right]^{\frac {1}{2}}}}+\int _{x_{A}}^{x}{\frac {M_{f}(x)}{EI_{f}}}\ dx}

Teniendo en cuenta ahora que:

{\displaystyle v'(x)=\tan \theta ,\quad \sin \theta ={\frac {\tan \theta }{\sqrt {1+\tan ^{2}\theta }}}={\frac {v'(x)}{\left[1+v'^{2}\right]^{\frac {1}{2}}}}}

De la cual se deduce trivialmente la expresión (1b)

## Segundo teorema de Mohr: flechas
Dados dos puntos A y B pertenecientes a una línea elástica, y dada una recta vertical que pasa por la abscisa de A, la distancia vertical entre la curva elástica en A y la intersección de la tangente que pasa por B y la recta vertical anterior es igual al momento estático con respecto a A del área de momentos reducidos comprendida entre A y B:

(2){\displaystyle \Delta _{B|A}=-\int _{x_{A}}^{x_{B}}{\frac {M_{f}(x)}{EI_{f}}}(x-x_{A})\ dx}

El momento estático recientemente mencionado puede calcularse en forma muy simple multiplicando
el área total del diagrama de momentos reducidos comprendida entre A y B por la distancia entre A
y su centro de gravedad. Por otro lado, si la figura que representa el diagrama puede descomponerse en figuras elementales tales como rectángulos, triángulos, parábolas, etc., el momento estático total resultara ser la suma de los correspondientes a cada una de las figuras elementales.

### Deducción
Existen muchas deducciones diferentes basadas en principios físicos. Sin embargo, realmente el segundo teorema de Mohr puede considerarse un caso particular de desarrollo de Taylor hasta primer orden con residuo en forma integral. Si aproximamos la flecha o desplazamiento transversal al eje de la viga mediante el teorema de Taylor obtenemos:

{\displaystyle v(x)=v_{B}+{\frac {v'_{B}}{1!}}(x-x_{B})+\int _{x_{B}}^{x}{\frac {v''(t)}{1!}}(x-t)\ dt}

Reescribiendo las derivadas segundas en términos de la curva elástica y las derivadas primeras en términos de giros angulares:

{\displaystyle v''(t)={\frac {M_{f}(t)}{EI_{f}}},\qquad {v'}_{B}=\tan \theta _{B}\approx \theta _{B}}

Se tiene que:

{\displaystyle v_{A}=v_{B}+\theta _{B}(x_{A}-x_{B})-\int _{x_{B}}^{x_{A}}{\frac {M_{f}(t)}{EI_{f}}}(t-x_{A})\ dt}

E interpretando geométricamente los términos se aprecia que la diferencia entre el descenso en A y el punto de corte de la tangente en B al cruzar la vertical a {\displaystyle x_{A}\,} es precisamente {\displaystyle \Delta _{B|A}\,}:

{\displaystyle v_{B}+\theta _{B}(x_{A}-x_{B})-v_{A}=\Delta _{B|A}=-\int _{x_{A}}^{x_{B}}{\frac {M_{f}(t)}{EI_{f}}}(t-x_{A})\ dt}

Que es precisamente la expresión (2).

## Aplicación
Una observación muy importante en cuanto a la aplicación de los teoremas anteriores es que
cuando la elástica tiene un punto de inflexión el diagrama de momentos reducidos cambia de signo, en ese caso cada parte del diagrama debe tratarse con su propio signo.
Los teoremas de Mohr son relativos, es decir, siempre se calcula la flecha o el giro respecto al de otro punto. Su aplicación práctica solo es útil cuando uno de los puntos tiene un giro o flecha conocido, especialmente si por sus condiciones de contorno alguno de estos valores es cero.

## Condiciones de contorno
En el caso de un empotramiento el valor de los dos desplazamientos y el giro son nulos.
En el caso del apoyo se anulan valor de la flecha y el horizontal.
En el caso del carrito se anula la flecha.